# Romance (metrica)
Il romance, o verso romance, o verso romanceado, è una combinazione metrica, tipica della Spagna, che consiste in una serie indefinita di versi, nella quale quelli pari presentano rima assonante e quelli dispari restano sciolti. 
L'origine del metro è dibattuta. Secondo lo storico arabista José Antonio Conde (1766–1820), la sua struttura ne dimostrerebbe la derivazione da un verso arabo doppio: il primo verso del romance spagnolo corrisponderebbe all'emistichio iniziale e il secondo verso all'emistichio finale che reca la rima.
Il verso principale del romance è l'ottonario (octosílabo). Quando i versi sono composti da meno di otto sillabe, il metro prende il nome di romancillo; quando sono endecasillabi, si ha il romance heroico.
Possono essere del tipo epico (proveniente dai cantares de gesta) o lirici (dalla pastorella provenzale).
Stanno raccolti in fascicoli sciolti, libri, cancioneros o romanceros.